# بخش جنوب غربی خاسی هیلز
بخش جنوب غربی خاسی هیلز (به انگلیسی: South West Khasi Hills district) یک منطقهٔ مسکونی در هند است که در مگالایا واقع شده‌است. بخش جنوب غربی خاسی هیلز ۱٬۳۴۱ کیلومتر مربع مساحت و ۱۱۰٬۱۵۲ نفر جمعیت دارد.